# Tasso (fiume)
Il fiume Tasso è un fiume abruzzese che nasce ai piedi del Monte Godi nei pressi di Scanno e termina nel Lago di Scanno.
Una frana, staccatasi dal Monte Rava (gruppo montuoso del Genzana), ha ostruito il corso del fiume creando appunto il Lago di Scanno; secondo Tito Livio ciò avvenne nel 217 a.C., mentre studi dell'Università La Sapienza di Roma hanno datato la frana a circa 12.800 anni fa, nel Pleistocene superiore secondo la geocronologia.
A valle dello sbarramento naturale il fiume cambia nome in Sagittario.
Fra gli affluenti di maggiore rilievo c'è il fosso di Iovana, che solca l'omonimo vallone ad est del Tasso, il Carapale, proveniente da sud-sud-ovest, ed il Pagliarello, le cui valli confluiscono in una. Un altro affluente, di minore interesse, è l'Acque Vive.
Nel Carapale furono trovate statuine di Ercole di età romana.
In località Le Prata è presente uno sbarramento artificiale che alimenta, tramite condotta forzata, la centrale idroelettrica di Scanno, inaugurata nel 1906.